# Guido Behling
Guido Behling, född den 20 januari 1964 i Lutherstadt Wittenberg, Östtyskland, är en östtysk kanotist.
Han tog bland annat VM-silver i K-2 500 meter i samband med sprintvärldsmästerskapen i kanotsport 1985 i Mechelen.